# Rhododendron scabrifolium
Rhododendron scabrifolium är en ljungväxtart som beskrevs av Adrien René Franchet. Rhododendron scabrifolium ingår i släktet rododendron, och familjen ljungväxter. Utöver nominatformen finns också underarten R. s. pauciflorum.